# Comuna Rîmarivka, Hadeaci
Rîmarivka (în ucraineană Римарівка) este o comună în raionul Hadeaci, regiunea Poltava, Ucraina, formată din satele Maksîmivka, Rîmarivka (reședința), Țîmbalove și Zmajîne.

## Demografie
Componența lingvistică a comunei Rîmarivka
     Ucraineană (96,99%)
     Rusă (2,67%)
     Alte limbi (0,25%)
Conform recensământului din 2001, majoritatea populației comunei Rîmarivka era vorbitoare de ucraineană (96,99%), existând în minoritate și vorbitori de rusă (2,67%).